# Korthalsella taenoides
Korthalsella taenoides là một loài thực vật có hoa trong họ Santalaceae. Loài này được Lecomte mô tả khoa học đầu tiên năm 1916.